# 반도의 봄
"반도의 봄"은 이병일 감독의 1941년 흑백 영화이다. 이병일의 데뷔작으로, 당시 영화 제작자와 가수 즉 연예인을 모델로 해서 만든 영화라는 데에 흥미가 간다고 해 둘 만하다.
1941년 개봉된 명보영화사(明寶映畵社)의 작품으로, 김성민(金聖珉) 원작, 이병일(李炳逸) 각색·감독이었고, 배역은 김소영(金素英), 김일해(金一海), 서월영(徐月影), 윤정란(尹貞蘭) 등이 맡았다. 내용은 영화 제작자(김일해)와 무대 출신의 신인 배우(김소원)의 애절한 사랑을 그린 것으로, 통속적인 주제였다.

## 줄거리
영화 제작자인 이영일은 무대 출신 신인 배우인 김정희를 열렬히 사랑한다. 그는 영화를 만들다가 실패하여 옥고(獄苦)를 치르게 된다. 김정희는 무대에 서서 노래를 부르게 된다. 안나의 도움으로 옥에서 나온 이영일이 안나와 함께 객석에 앉아서 그녀의 노래를 듣고 있다. 노래 도중, 객석에 앉아 있는 이영일과 안나를 본 순간 김정희는 졸도하고 만다. 서로의 오해를 푼 두 사람은 재기하여 끝내 작품을 완성시킨다.

## 출연
- 김소영
- 김일해
- 서월영
- 윤정란
- 복혜숙